# NGC 2868
NGC 2868 is een elliptisch sterrenstelsel in het sterrenbeeld Waterslang. Het hemelobject werd in 1886 ontdekt door de Amerikaanse astronoom Frank Muller.

## Synoniemen
- NPM1G -10.0299
- PGC 26598